# 東三里塚
東三里塚（ひがしさんりづか）は、千葉県成田市の大字。郵便番号は282-0012（成田国際空港内）、286-0112（その他）。

## 地理
成田市の南東部に位置し、遠山地区に所属する。
周辺の三里塚、大里、岩山（山武郡芝山町）と隣接する。
天浪と同様、ほぼすべての区域が成田国際空港（旧称・新東京国際空港）の敷地の一部であり、A滑走路の滑走路端（滑走路番号：34L）や誘導路などの施設が置かれている。

## 歴史
東三里塚は1946年頃から始められた戦後開拓を中心とした地区であった。
1954年に駒井野の一部から大字が新設された（小字は子持沢・桜台・宮台・中之台・岩之台・奥之台・吉野台・森の台）。
1963年に市内では戦後初となるゴルフ場が造られる。
1966年に成田空港の建設が決定するとほぼすべての区域が空港の敷地となり、住民らの多くは条件賛成派となって最終的に移転に合意した一方、1969年に日本山妙法寺大僧伽の「三里塚平和の塔」が当地に建設されている。

## 世帯数と人口
2017年（平成29年）10月31日現在の世帯数と人口は以下の通りである。
| 大字     | 世帯数 | 人口 |
| -------- | ------ | ---- |
| 東三里塚 | 18世帯 | 18人 |

## 小・中学校の学区
市立小・中学校に通う場合、学区は以下の通りとなる。
| 地域 | 小学校               | 中学校             |
| ---- | -------------------- | ------------------ |
| 全域 | 成田市立三里塚小学校 | 成田市立遠山中学校 |

## 施設
- 成田国際空港

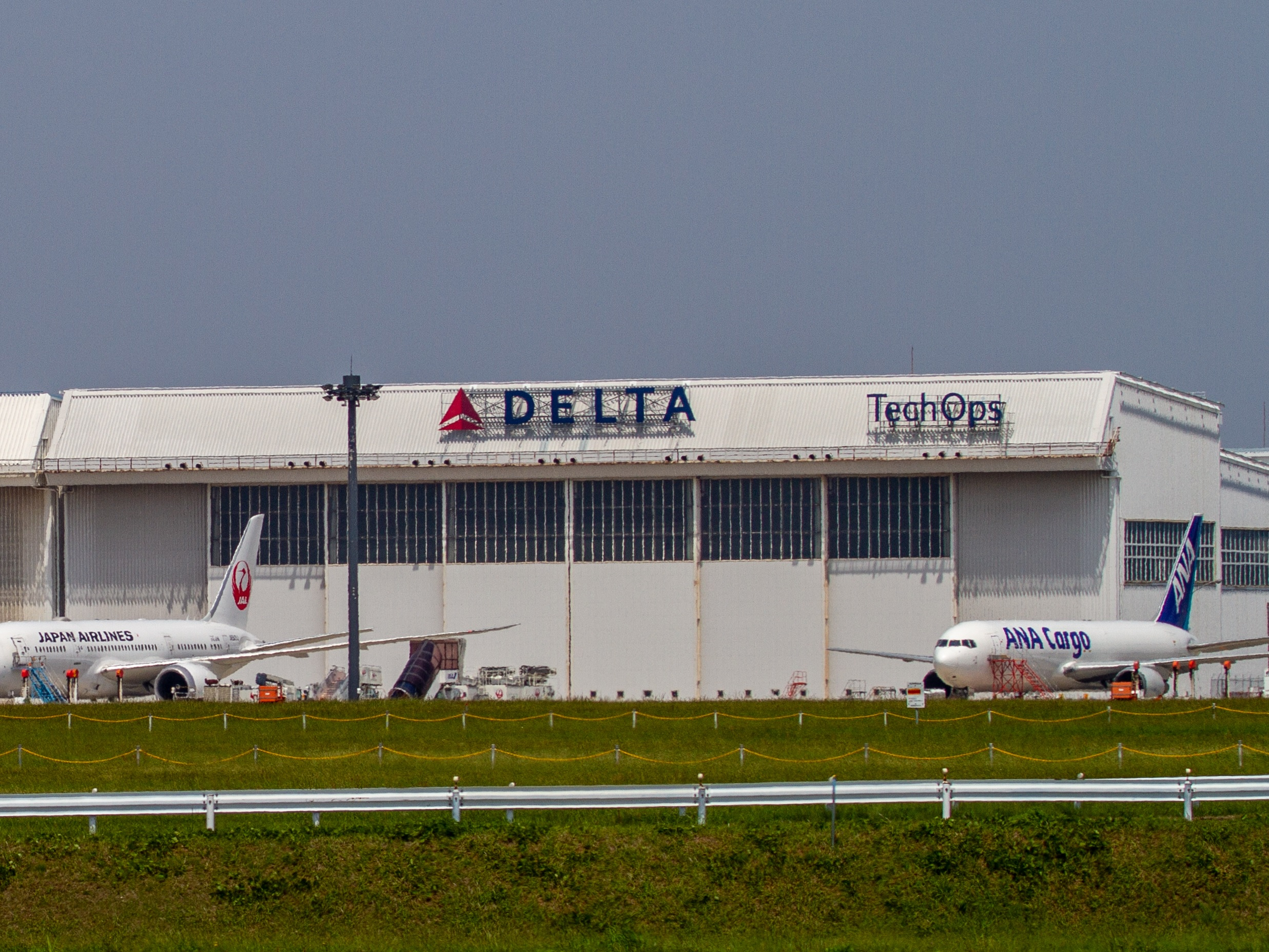
デルタ航空格納庫

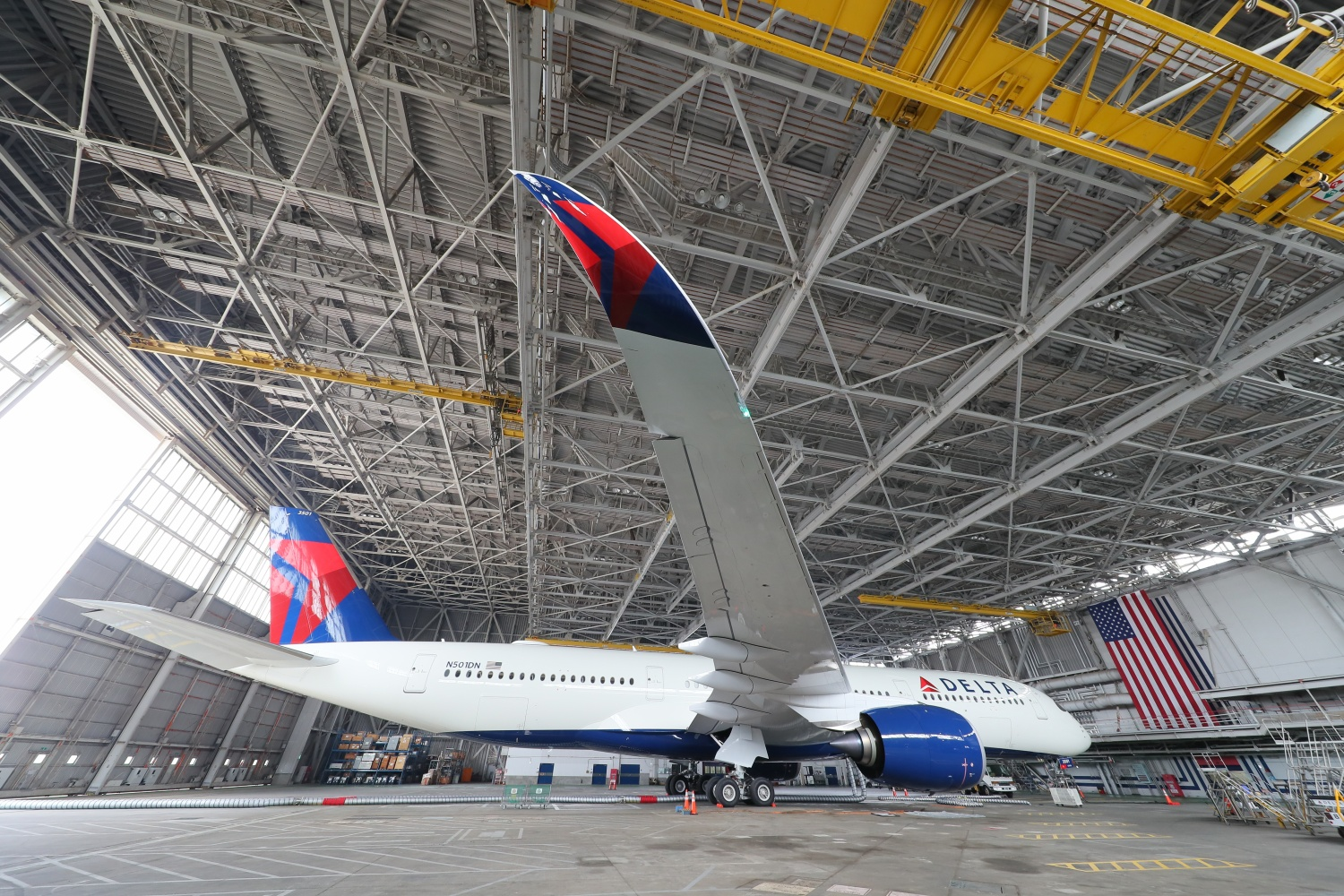
成田テクニカルオペレーションセンター

- デルタ航空 成田テクニカルオペレーションセンター （格納庫）
- 三里塚平和の塔

## 交通

### 道路
- 千葉県道62号成田松尾線（大里、岩山方面）

### バス
- ジェイアールバス関東（東関東支店）多古本線 - 八日市場駅～多古台バスターミナル～成田空港～成田駅
  - （空港南口（大里）） - 航空博物館北 - （航空科学博物館（岩山））
- 成田空港交通・博物館線 - 成田空港～航空科学博物館～南三里塚
  - （南部貨物地区（大里）） - 航空博物館北 - （航空科学博物館（岩山））